# Merluccius angustimanus
Merluccius angustimanus  (Garman, 1899) è un pesce osseo marino appartenente alla famiglia Merlucciidae.

## Descrizione
L'aspetto di questo pesce è simile a quello degli altri membri del genere Merluccius come il nasello mediterraneo ed europeo. Questa specie le pinne pettorali sono lunghe e raggiungono o superano l'origine della pinna anale- La colorazione è argentea, più chiara nella regione ventrale.
La taglia massima nota è di 40 cm. La taglia media è di 32 cm.

## Distribuzione e habitat
Questa specie si trova nell'Oceano Pacifico orientale lungo le coste americane da Del Mar (California alla Colombia. Vive sulla piattaforma continentale anche in acque piuttosto basse e sulla parte superiore della scarpata a profondità comprese tra i 80 e i 523 m. Vive anche sui seamounts.

## Biologia
Ha abitudini parzialmente pelagiche.

### Alimentazione
Si nutre di pesci e invertebrati.

### Riproduzione
La riproduzione avviene in primavera estate.

## Pesca
Questa specie ha solo importanza locale per la pesca commerciale a causa delle ridotte dimensioni. Viene catturata con reti a strascico.

## Conservazione
M. angustimanus occupa un vasto areale dove è comune e non viene pescato intensivamente. Per questi motivi la IUCN classifica la specie nella più bassa categoria di minaccia.